# Francisco Herrera y Oricaín
Francisco Herrera y Oricain fue un sacerdote, abogado y político peruano. 
Nació en Huamanga el 9 de octubre de 1781, hijo de Andrés de Herrera y Rosa de Oricáin. Cursó estudios religiosos en el Seminario Conciliar de Santo Toribio hasta obtener el presbiterado. Realizó también estudios de Jurisprudencia en el Real Convictorio de San Carlos donde obtuvo el grado de bachiller en Leyes el 25 de octubre de 1803. Hizo luego la práctica forense bajo la dirección del doctor José Jayo y se recibió como abogado ante la Real Audiencia de Lima el 19 de enero de 1807. Integró el Colegio de Abogados de Lima, del cual llegó a ser secretario en 1818. y decano en 1841.
Fue un partidario de la independencia que realizaba actividades proselitistas entre sus amigos y conocidos e incluso prestando ayuda para la fuga de quienes eran perseguidos por su oposición al régimen colonial llegando a ser enjuiciado por estas actividades. Después del ingreso a Lima del Ejército Libertador y la proclamación de la independencia del Perú en esta ciudad, Herrera juró la independencia junto con los miembros del Colegio de Abogados.
Fue elegido miembro del Congreso Constituyente de 1822 por el departamento de Ayacucho. Dicho congreso constituyente fue el que elaboró la primera constitución política del país. Durante su gestión, fue designado por José de San Martín como miembro de la comisión examinadora de los poderes extendidos por los colegios electorales del país. Fue secretario del congreso entre el 20 de abril y el 20 de junio de 1823 y secretario suplente hasta el 6 de agosto. Además participó de los trabajos de la comisión encargada de visitar las cárceles, la comisión de bellas artes, la de instrucción y salud pública, la eclesiástica y la de legislación.